# Pomo du Nord
Le pomo du Nord est une langue pomo parlée aux États-Unis, dans le Nord de la Californie, dans la région de la vallée Potter.
La langue est éteinte.